# Nicola Cataldo
Nicola Cataldo (Pisticci, 22 ottobre 1928 – Potenza, 2 settembre 2014) è stato un politico italiano, eletto nella IV, V e VI legislatura alla Camera dei deputati.

## Biografia
Laureato in giurisprudenza, avvocato, impegnato in politica con il Partito Comunista Italiano. Venne eletto alla Camera dei deputati alle elezioni politiche del 1963 nella circoscrizione Potenza-Matera; venne confermato nella carica anche dopo le elezioni del 1968 e del 1972. Concluse il mandato parlamentare nel 1976.
Morì il 2 settembre 2014, all'età di 85 anni.